# Momchil
Momchil (en bulgare : Момчил, en grec : Μομ[ι]τζίλος or Μομιτζίλας) (vers 1305 - 7 juillet 1345) est un bandit et un dirigeant local bulgare au XIVe siècle. Il fait d'abord partie d'un groupe de brigands dans les zones frontières entre l'Empire byzantin, l'Empire bulgare et la Serbie. Par la suite, il est recruté comme mercenaire par les Byzantins. Grâce à son engagement opportuniste dans la guerre civile byzantine de 1341-1347, où il change plusieurs fois de camps, il se taille une principauté dans les Rhodopes et à l'ouest de la Thrace.
Momchil parvient à remporter plusieurs victoires contre les Turcs et les Byzantins. Il brûle les navires turcs et parvient presque à neutraliser son principal adversaire de l'époque, Jean VI Cantacuzène. Malgré tout, il est vaincu et tué par une armée byzantino-turque en 1345. Grâce à son opposition aux Turcs, il est resté dans la légende des Slaves du Sud comme un combattant face à l'invasion turque des Balkans.

## Brigandage et rôle dans la guerre civile byzantine

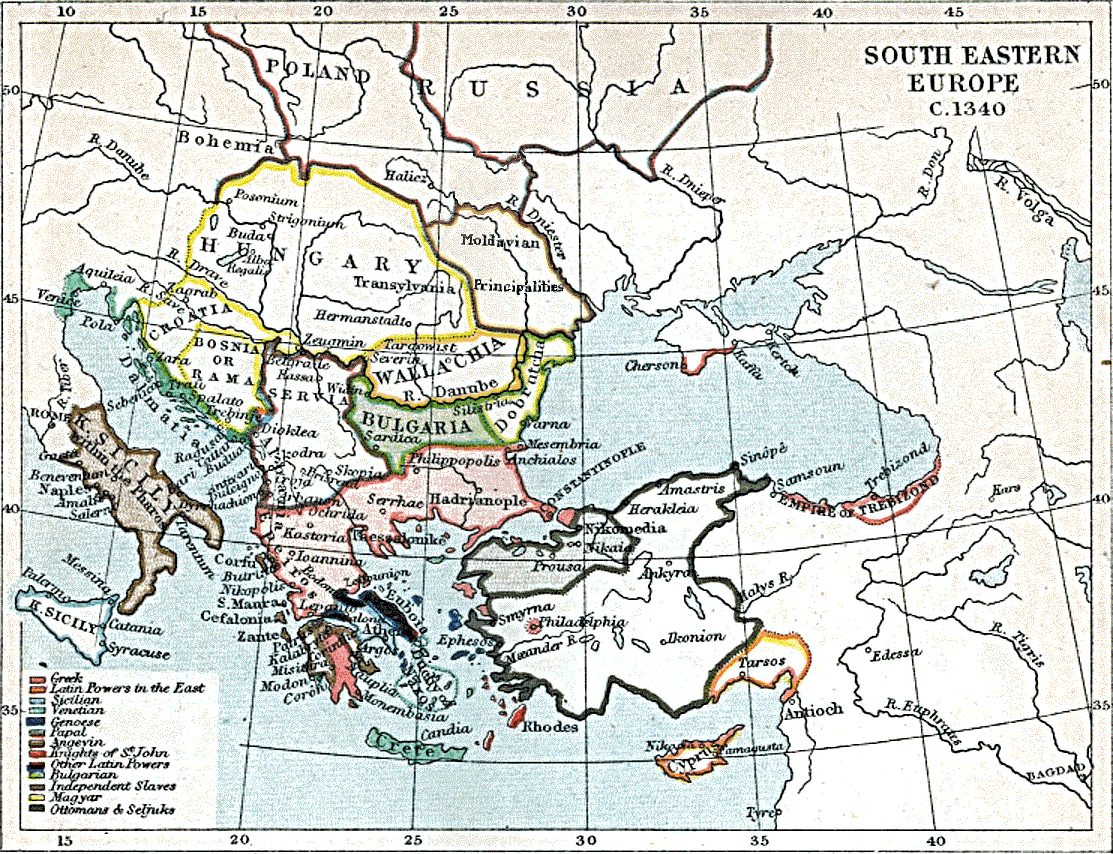
Les Balkans et l'Asie Mineure vers 1340. Momchil intervient dans la zone frontalière entre la Serbie, la Bulgarie et l'Empire byzantin.

Les récits contemporains et quasi contemporains décrivent Momchil comme « physiquement imposant », « grand comme deux hommes » et, selon les mots d'un poète turc, « ressemblant à un minaret ». Selon une source contemporaine, Momchil est un natif de la « région frontalière entre les Bulgares et les Serbes » qui enjambe les Rhodopes et le Pirin. L'affirmation d'un tel lieu de naissance pourrait être corroborée par un registre ottoman du XVe siècle selon lequel le nom de Momchil serait le plus courant de la région. Au moins quelques légendes attribuent un lieu précis au lieu de naissance de Momchil comme le village de Fakia localisé dans le massif de la Strandja, qui n'a jamais existé. Quoi qu'il en soit, Momchil est d'origine modeste. C'est cela qui le motive à rejoindre un groupe de brigands (haïdouk) qui sont très actifs dans la région frontalière entre Byzantins, Bulgares et Serbes qui vit dans une quasi-anarchie. 
Persécuté par les autorités bulgares vers 1341, Momchil s'enfuit vers le territoire byzantin. Il entre alors au service de l'empereur Andronic III Paléologue en tant que mercenaires et a pour mission de défendre les territoires qu'il pillait auparavant. Toutefois, ses activités de brigandage ne cessent pas pour autant. Momchil lance régulièrement des raids sur les terres bulgares, ce qui a des conséquences néfastes sur les relations byzantino-bulgares. Devenu indésirable pour les Byzantins et « détestable aux yeux des Bulgares », il déserte de l'armée byzantine et rejoint la Serbie pour servir Stefan Uroš IV Dušan,. Là, il constitue une compagnie de 2 000 hommes de confiance d'origines serbes et bulgares.
Au cours de la guerre civile byzantine de 1341-1347, Momchil joint ses forces à Jean VI Cantacuzène. Ce dernier a peut-être connu Momchil lors de sa fuite en Serbie en 1342, au début de la guerre. En 1343, conformément aux souhaits de la population locale, Cantacuzène nomme Momchil gouverneur de la région de Mérope, dans les Rhodopes. Cette terre est une sorte de no man's land victime des brigands slaves nomades,. Selon Cantacuzène lui-même, cette nomination est justifiée par le fait que « Momchil est de la même race que ces nomades qui lui seront favorables mais aussi parce qu'il ne manque ni de courage, ni de bravoure à la bataille et est un expert de premier plan dans le pillage et le vol ». Comme gouverneur de Mérope, Momchil rassemble une armée de 300 cavaliers et 5 000 fantassins de différentes nationalités. Bien qu'il se considère comme étant capable d'affronter chaque camp de la guerre civile byzantine, il assiste néanmoins Jean Cantacuzène dans ses campagnes de 1344 avec les forces turques d'Umur Bey et envoie ses forces contre les villes refusant l'autorité de Cantacuzène,.
À cette époque, Momchil est approché par des représentants des opposants de Cantacuzène, c'est-à-dire la régence constantinopolitaine, et parviennent à lui faire changer de camp. Pensant que Cantacuzène et ses alliés turcs sont en Thrace orientale, il attaque une flotte turque de 15 navires près de Portolagos et coule trois d'entre eux. Il parvient ensuite à vaincre une troupe turque venue en représailles près de la forteresse de Périthéorion (ou Burugrad). Il pille ensuite plusieurs cités de la région qui refusent de se rendre,. Par la suite, Momchil et 1 000 cavaliers attaquent Cantacuzène qui a établi son camp près de Komotini avec seulement 60 cavaliers pour sa protection. Les Byzantins sont mis en déroute, le cheval de Cantacuzène est tué et Cantacuzène lui-même reçoit un violent coup à la tête. Toutefois, son casque lui sauve la vie. Momchil capture plusieurs des hommes de Cantacuzène mais celui-ci parvient à s'échapper.
Toutefois, rapidement, Momchil envoie des messages à Cantacuzène pour lui demander pardon. Ce dernier ne désirant pas s'aliéner Momchil et risquer l'ouverture d'un deuxième front sur ses arrières le pardonne en échange d'une promesse de bonne conduite pour l'avenir. Il lui attribue même le titre de sébastokrator. Toutefois, Momchil continuer d'entretenir des liens avec la régence et parvient même à obtenir le titre de despote de la part de l'impératrice Anne de Savoie,.

## Dirigeant des Rhodopes et mort
Lors de l'été 1344, Momchil parvient finalement à cesser toute relation avec les deux parties et à faire sécession de l'Empire byzantin. Il se proclame chef indépendant de la région recouvrant les Rhodopes et la côte de la mer Égée. Avec son armée, il s'empare de Xánthi dont il fait la capitale de sa « principauté »,,. L'historien bulgare Plamen Pavlol émet l'hypothèse que Momchil entretenait des relations amicales avec l'empereur bulgare Ivan Aleksandre Asen avec qui il partage une longue frontière commune. Pavlov suggère que les deux hommes ont pu agir ensemble contre les Byzantins.
Toutefois, à la fin du printemps de 1345, Cantacuzène qui a reçu le renfort de 20 000 hommes (chiffre présumé) dirigés par Umur Bey marche contre Momchil. Ce dernier tente de l'en empêcher en lui demandant pardon et en lui offrant de se soumettre mais l'empereur refuse d'accorder le moindre crédit à ses propos,. 
Les deux armées se rencontrent près de Périthéorion le 7 juillet 1345. Momchil essaie de trouver refuge derrière les murs de la cité (les historiens débattent quant à sa possession ou non de la cité) mais les habitants lui ferment les portes. Ils n'acceptent d'accueillir que Rayko (le cousin de Momchil) et 50 hommes dans l'espoir de persuader Momchil de ne pas se venger s'il venait à vaincre ses adversaires. Dans la bataille qui s'ensuit devant les murs de la cité, l'armée de Momchil utilise les vieilles fortifications en ruine de Périthéorion comme première ligne de défense, avec les murs de la cité situés derrière eux.
Après que la majeure partie des troupes turques aient traversé les fortifications et traité avec les défenseurs bulgares, ils commencent à piller les alentours. Toutefois, à la surprise d'Umur Bey et de Cantacuzène, la plupart des hommes de Momchil restent devant les murs de la cité et ne participent pas aux escarmouches. Tandis que l'armée byzantino-turque progresse vers leurs adversaires, Momchil conduit ses troupes à la bataille. Sa cavalerie est rapidement éliminée par les cavaliers à cheval turcs et ses troupes restantes sont encerclées de trois côtés par des cavaliers lourds. Elles continuent pourtant de combattre et la plupart ne se rend qu'après la mort de Momchil.
Par respect pour Momchil, Cantacuzène épargne sa femme, une femme bulgare qu'il a capturé lors de la prise de Xanthi. Il lui permet de fuir en Bulgarie avec tout ce qu'elle possède. Toutefois, on ne sait pas si Momchil a eu des enfants de ce mariage ou avec une précédente femme. Pavlov suggère que la femme de Momchil serait une noble venant de Tarnovo, la capitale de la Bulgarie et qu'il se serait marié avec elle en vertu d'un accord avec la cour bulgare.

## Dans la culture populaire
Dans le folklore bulgare et slave, Momchil est glorifié dans plusieurs chants et histoires épiques comme brigand, défenseur du peuple et grand opposant aux Turcs. En effet, certains des premiers chants héroïques du folklore bulgare traitent des exploits de Momchil. D'autres éléments du folklore font référence à Momchil comme un duc et comme l'oncle du Prince Marko, une autre figure légendaire qui est dépeinte comme un combattant des Turcs dans la poésie épique. Dans la version folklorique de la dernière bataille de Momchil, c'est sa femme et non les habitants de Périthéorion qui le trahit et est blâmée pour sa mort. À l'opposé, sa sœur légendaire Yévrosima est décrite comme la mère du Prince Marko et a une grande influence sur Momchil.
La ville de Momtchilgrad et le village de Momtchilovtsi au sud de la Bulgarie, ainsi que le mont Momchil sur l'île Greenwich de l'archipel des Îles Shetland du Sud en Antarctique, tirent leur nom de Momchil. Sa vie est aussi le sujet d'une pièce d'opéra éponyme et écrite par le compositeur bulgare Lyubomir Pipkov. La vie de Momchil a aussi inspiré une bande-dessinée pour enfant de 1988, Le Seigneur de Mérope qui raconte une version grandement romancée de l'histoire de Momchil.